# 2013 у Тернопільській області
| Роки в Тернопільській області: ← · 2000 · 2001 · 2002 · 2003 · 2004 · 2005 · 2006 · 2007 · 2008 · 2009 · 2010 · 2011 · 2012 · 2013 · 2014 · 2015 · 2016 · 2017 · 2018 · 2019 · 2020 · 2021 · 2022 · 2023 · 2024 · 2025 Див. також: XIX століття · XX століття |

## Міста-ювіляри
- 550 років із часу заснування м. Підгайців (1463)

## Річниці

### Річниці заснування, утворення
- 13 квітня — 100 років із часу заснування Тернопільського обласного краєзнавчого музею (1913)
- 22 вересня — 50 років із часу відкриття меморіального музею Соломії Крушельницької (1963)

### Річниці від дня народження
- 2 січня — 50 років від дня народження українського письменника, журналіста, педагога Олександра Вільчинського (нар. 1963);
- 7 січня — 70 років від дня народження українського актора, народного артиста України Мирослава Коцюлима (1943—2005)
- 14 січня — 75 років від дня народження українського письменника, ґрунтознавця, громадського діяча Левка Різника (нар. 1938);
- 24 січня —
  - 150 років від дня народження українського композитора та громадського діяча Остапа Нижанківського (1863—1919);
  - 80 років від дня народження українського письменника-сатирика Євгена Дударя (нар. 1933);
- 2 лютого — 150 років від дня народження українського письменника Тимофія Бордуляка (1863—1936);
- 10 лютого — 90 років від дня народження історика, музейника, краєзнавця Бориса (Буми) Ельгорта (1923—1989);
- 20 лютого — 125 років від дня народження українського композитора, педагога, музикознавця Василя Барвінського (1888—1963);
- 28 березня — 75 років від дня народження українського ученого-кібернетика Ігоря Вітенька (1938—1974);
- 1 квітня — 75 років від дня народження українського історика, краєзнавця, публіциста Єфрема Гасая (нар. 1938);
- 25 квітня — 70 років від дня народження українського поета, журналіста Євгена Зозуляка (нар. 1943);
- 9 травня — 80 років від дня народження українського письменника, лауреата Національної премії України ім. Т. Шевченка Романа Андріяшика (1933—2000);
- 2 червня — 60 років від дня народження українського поета, літературознавця, редактора, перекладача, публіциста, громадського діяча Володимира Барни (нар. 1953);
- 7 червня — 125 років від дня народження українського краєзнавця, музеєзнавця, географа Стефанії Садовської (1888—1968);
- 1 липня — 170 років від дня народження українського священника, просвітителя, громадського діяча Миколи Михалевича (1843—1922);
- 17 липня — 125 років від дня народження єврейського письменника, лауреата Нобелівської премії Шмуеля Агнона (1888—1970);
- 7 вересня — 200 років від дня народження українського етнографа Еміля Коритка (1813—1839);
- 25 вересня — 75 років від дня народження українського археолога, мистецтвознавця, заслуженого діяча мистецтв України Ігоря Ґерети (1938—2002);
- 3 жовтня — 50 років від дня народження українського поета, літературознавця, редактора Бориса Щавурського (нар. 1963);
- 11 жовтня — 60 років від дня народження українського письменника, журналіста, художника Зіновія Кіпибіди (нар. 1953);
- 2 листопада — 135 років від дня народження українського живописця, графіка, народного художника України Антіна Манастирського (1878—1969);
- 16 листопада — 135 років від дня народження українського та болгарського скульптора, громадського діяча Михайла Паращука (1878—1963);
- 7 грудня — 125 років від дня народження українського поета, композитора, редактора, видавця, громадського діяча Левка Лепкого (1888—1971);
- 28 грудня — 95 років від дня народження бібліотекаря, бібліографа, краєзнавця Сари Полонської (1918—2004);
- 29 грудня — 70 років від дня народження українського письменника, журналіста, громадсько-політичного діяча Левка Крупи (1943—2000).

## Події
- 3—4 серпня — в урочищі «Бичова» біля Монастириська відбувся XVII Всеукраїнський фестиваль лемківської культури «Дзвони Лемківщини»[1]
- 12 листопада — за рішенням Тернопільської обласної ради до села Крижі Кременецького району приєднано с. Мисики[2]
- 21 листопада — у Тернополі та області розпочалися протести, що пізніше переросли в Євромайдан та Революцію гідності.
- 24 листопада — на міському кладовищі Бучача (гора Федір) відкрили й освятили пам'ятник українському художнику, поету, прозаїку, режисеру, педагогу, критику Володимирові Воронюку.[3]

## З'явилися
- 28 лютого — утворено Великоберезовицький деканат Тернопільсько-Зборівської архієпархії УГКЦ.
- Рішенням Тернопільської обласної ради від 12 листопада № 1523 в області оголошено два нові об'єкти природно-заповідного фонду:
  - геологічну пам'ятку природи місцевого значення «Дислокації гірських порід на околиці села Надрічне Бережанського району»,
  - комплексну пам'ятку природи місцевого значення «Музикову скалу» на території Підволочиського району на схід від села Городниці.

## Видання
- 12 червня засновано незалежний громадсько-політичний тижневик «Наш день».

### Книги
- Івачів Горішній. Мого села духовні обереги / Упорядник Надія Шподарунок; автори текстів о. Орест Глубіш, Богдан Новосядлий, Надія Шподарунок. — Тернопіль, 2013. — 188 с., іл.

## Особи

### Померли
- 13 травня — український поет, журналіст, громадський діяч Григорій Баран (нар. 1 грудня 1930, с. Радошівка, нині Шумського району)
- 3 грудня — український філософ, релігієзнавець, педагог Арсен Гудима (нар. 6 червня 1934, с. Нове Село Підволочиського району)

### Призначено, звільнено
- 25 квітня — розпорядженнями Президента України Віктора Януковича:
  - Руслана Комара-Чорного призначено головою Підволочиської РДА[4]
- 9 вересня — розпорядженнями Президента України Віктора Януковича:
  - Олександра Собаня звільнено з посади голови Гусятинської РДА[5]
  - Ігоря Баниру призначено головою Гусятинської РДА[6]
- 16 грудня — розпорядженнями Президента України Віктора Януковича:
  - Ярослава Триньку звільнено з посади голови Бережанської РДА[7]
  - Фелікіссіма Ментуха звільнено з посади голови Зборівської РДА[8]
  - Юрія Пудлика звільнено з посади голови Козівської РДА[9]
- 26 грудня — розпорядженнями Президента України Віктора Януковича:
  - Юрія Пудлика призначено головою Бережанської РДА[10]
  - Юрія Козіцького призначено головою Зборівської РДА[11]
  - Дмитра Михайлюка призначено головою Козівської РДА[12]